# Princess Margaret Range
Princess Margaret Range är ett berg i Kanada.   Det ligger i territoriet Nunavut, i den norra delen av landet, 3 900 km norr om huvudstaden Ottawa. Toppen på Princess Margaret Range är 2 210 meter över havet.
Terrängen runt Princess Margaret Range är huvudsakligen kuperad, men norrut är den platt. Princess Margaret Range är den högsta punkten i trakten. Trakten runt Princess Margaret Range är nära nog obefolkad, med mindre än två invånare per kvadratkilometer.. Det finns inga samhällen i närheten. 
Trakten runt Princess Margaret Range är permanent täckt av is och snö.